# 許瓈元
許瓈元（1978年—）是現任臺灣首家合法成人電視頻道「潘朵啦」的總經理，並在雜誌《周刊王》專欄撰文介紹AV女優，被封為「D槽女王」。

## 生平
許瓈元畢業自文化大學研究所，畢業後曾在民主進步黨執政時期擔任內政部次長機要和高雄市民政局長的秘書，後來在頻道代理商工作，並因緣際會踏入成人娛樂產業。身為除了色情片演員以外在成人娛樂產業少之又少的女性，她在最初踏入此一行業時感到很不習慣，但之後便抱著想推翻性別刻板印象的想法入行，並企圖推翻成人網站給人的負面形象，以經營AKB48的方式來經營AV女優，因此她開設了兩個頻道，其中之一的「粉紅台」就是以女性視角出發、服務女性觀眾的頻道。在初入行時，她為了設立打馬賽克和刪減影片的標準，每個月觀看超過150部色情影片，而在這之前她從不曾看過色情片。